# Monomorium aper
Monomorium aper är en myrart som beskrevs av Carlo Emery 1914. Monomorium aper ingår i släktet Monomorium och familjen myror.

## Underarter
Arten delas in i följande underarter:
- M. a. aper
- M. a. dubium